# 181 (число)
181 (сто восемьдесят один) — натуральное число, расположенное между числами 180 и 182. Оно является 42-м простым числом, а относительно их последовательности расположено между 179 и 191.
- 181 день в году — 30 июня (в високосный год 29 июня).

## В математике
- 181 является нечётным числом
- 181 недостаточное число
- 181 бесквадратное число
- 181 является разностью двух квадратных чисел 912 — 902
- 42-е простое число
  - Простой близнец с 179
- Является одиозным числом

## В других областях
- 181 год; 181 год до н. э.
- NGC 181 — галактика в созвездии Андромеда
- (181) Эвхарида — довольно большой и яркий астероид главного пояса.